# Рейнхардт, Эдгар
Эдгар Рейнхардт (нем. Edgar Reinhardt; 21 мая 1914, Мюльхайм-ан-дер-Рур — 11 января 1985, Кейптаун, ЮАР) — немецкий гандболист. Чемпион Олимпийских игр 1936 года в Берлине.

## Биография
В 1936 году Рейнхардт вошёл в состав сборной Германии для участия в олимпийских играх в Берлине, на которых впервые был представлен гандбол. На соревнованиях он принял участие в двух встречах, а его сборная стала олимпийским чемпионом, одержав победы в каждом из матчей. В 1937 и 1938 годах в составе клуба «MTSA Leipzig» стал дважды чемпионом Германии.
Помимо гандбола, Рейнхардт занимался боксом, лёгкой атлетикой, работал спасателем. В 1944 году он стал чемпионом Баварии в десятиборье и метании диска. Во время учёбы в медицинском университете в Гейдельберге, увлёкся также баскетболом и в составе клуба «Turnerbund Heidelberg» дважды выиграл чемпионат Германии.